# Британска острва
Британска острва (енгл. British Isles, Oileáin na Breataine), скуп острва уз северозападну обалу Европе која обухватају Велику Британију (Енглеска, Шкотска и Велс), Ирску (Северна Ирска и Република Ирска), Острво Мен и неколико хиљада мањих суседних острва. У документима владе Републике Ирске понекад се сматра да Република Ирска није део Британских острва (али је чешће мишљење да јесте).
Британска острва су географски и еколошки термин, који се, уопштено говорећи, односи на читав архипелаг од Шетландских острва на северу до острва Сили на југу, те од острва Бласкет на западу до Источне Англије на истоку. Британска острва броје више од 6.000 острва укупне копнене површине 315.134 km².
Око придева 'британски' има доста несугласица. Иако у својој оригиналној употреби придев имплицира везу са читавим архипелагом уз северозападну обалу Европе (укључујући Ирску), у новије време, при употреби придева „британски“ не подразумева се Република Ирска. 'Британски' у географском смислу одражава 'традиционалну' употребу за архипелаг у целини (тј. укључујући Републику Ирску). Термин Британска острва може увредити оне који га интерпретирају политички због имплицирања непрекидног суверенитета Уједињеног Краљевства над Републиком Ирском или чињенице да је Република Ирска у неком смислу политички повезана са Уједињеним Краљевством. Стога се у политичкој употреби придев „британски“ користи само за Уједињено Краљевство.

## Главна острва
Главни чланак: Списак Британских острва
- Велика Британија
  - Северна острва (укључујући Оркнијска острва, Шетландска острва и Острво Фер)
  - Хебриди (укључујући Унутрашње Хебриде, Спољашње Хебриде и Мала острва)
  - Острва доњег залива Клајд (укључујући острва Аран и Бјут)
  - Англси (велшки Ynys Môn)
  - Острва Сили
  - Острво Вајт
  - Острва Портсмут (укључујући острва Портси и Хејлинг)
  - Острва Фурнес
  - Острво Портланд
- Ирска
  - Алстер: Аранмор, Острво Тори
    - Северна Ирска: Острво Ратлин

  - Конот: Острво Акил, Острва Клу Беј, Иништурк, Инишбофин, Инишарк, Острва Аран
  - Манстер: Острва Бласкет, Острво Валенчија, Кејп Клир, Острво Шеркин, Велико острво
  - Ленстер: Острво Ламбеј, Ирско око
- Острво Ман

Острва који се понекад убрајају у Британска острва, иако географски не чине део архипелага:
- Каналска острва
  - Гернзи
    - Олдерни
    - Сарк
    - Херм
    - Бреку
    - Беру
    - Ортак
    - Каскетси
    - Жету
    - Лиху
    - Кревишон
    - Уме

  - Џерзи
    - Екрехоз
    - Ла Мот
    - Минкизи
    - Пјер де Лек
    - Дируји
- Рокол